# Orthetrum guptai
Orthetrum guptai là loài chuồn chuồn trong họ Libellulidae. Loài này được Baijal mô tả khoa học đầu tiên năm 1955.